# Felluns
Felluns (occitansk: Felhuns) er en by og kommune i departementet Pyrénées-Orientales i Sydfrankrig.

## Geografi
Felluns ligger i Fenouillèdes 47 km vest for Perpignan. Nærmeste byer er mod nordvest Le Vivier (4 km) og mod øst Ansignan (6 km).

## Demografi

### Udvikling i folketal
| 1962                                                              | 1968 | 1975 | 1982 | 1990 | 1999 | 2007 | 2015 | 2017 |
| ----------------------------------------------------------------- | ---- | ---- | ---- | ---- | ---- | ---- | ---- | ---- |
| 83                                                                | 76   | 57   | 42   | 48   | 57   | 59   | 68   | 70   |
| Tal fra og med 1962 er uden dobbelttælling (sans doubles comptes) |      |      |      |      |      |      |      |      |